# Слуховая иллюзия
Слуховая иллюзия — ложное восприятие реального звука либо внешнего раздражителя. Это ложное восприятие эквивалентно оптическому обману: слушатель слышит либо звуки, которые отсутствуют в стимуле, либо звуки, которые не должны быть возможны, учитывая обстоятельства их создания. Слуховые иллюзии выделяют области, в которых человеческое ухо и мозг, как органические инструменты выживания, отличаются от совершенных звуковых рецепторов; это показывает, что человек может услышать что-то, чего нет, и быть способным реагировать на звук, который он якобы слышал.

## Причины слуховых иллюзий
Звуки, встречающиеся в словах, называются встроенными звуками, и эти звуки являются причиной слуховых иллюзий. Эти звуки можно воссоздать, просто изменив форму рта, произнося слово; это одно и то же слово, но кто-то может слышать два разных звука. Например, если кто-то смотрит на двух людей, говорящих «далеко» и «вполголоса», то слово, которое они услышат, будет определяться тем, на кого они смотрят.

## Примеры
В мире слуховых иллюзий существует множество примеров. Вот примеры некоторых слуховых иллюзий: 
Согласно Purwins, слуховые иллюзии эффективно использовались различными композиторами, например Бетховен (Леонора), Берг (Wozzek), Кшенек (Spiritus Intelligentiae Sanctus), Лигети (этюды для фортепиано, концерт для скрипки, Doppelkonzert für Flöte, гобой и оркестр), Онеггер (Pazific).